# آي. بي. هولي جونيور
آي. بي. هولي جونيور (بالإنجليزية: Irving Brinton Holley, Jr.)‏ هو أستاذ جامعي ومؤرخ عسكري أمريكي، ولد في 8 فبراير 1919 في تورينغتون في الولايات المتحدة، وتوفي في 12 أغسطس 2013.